# Vratíkov
Vratíkov (německy Wratikau) je vesnice, část města Boskovice v okrese Blansko. Nachází se asi 4 km na východ od Boskovic. Je zde evidováno 122 adres. Trvale zde žije 229 obyvatel.
Vratíkov je také název katastrálního území o rozloze 3,91 km2. Jižně od obce se rozkládá přírodní rezervace Vratíkov.

## Historie
První zmínka o Vratíkovu pochází z roku 1531. Roku 1712 v obci řádil mor. Založena místní škola byla v roce 1832. V roce 1942 bylo v obci založeno sbor dobrovolných hasičů. Roku 1985 byla započata v údolí pod obcí, stavba vodárenské nádrže, kterou napájí říčka Bělá.

## Pamětihodnosti
- Kaplička – vysvěcena roku 1969.

## Fotogalerie

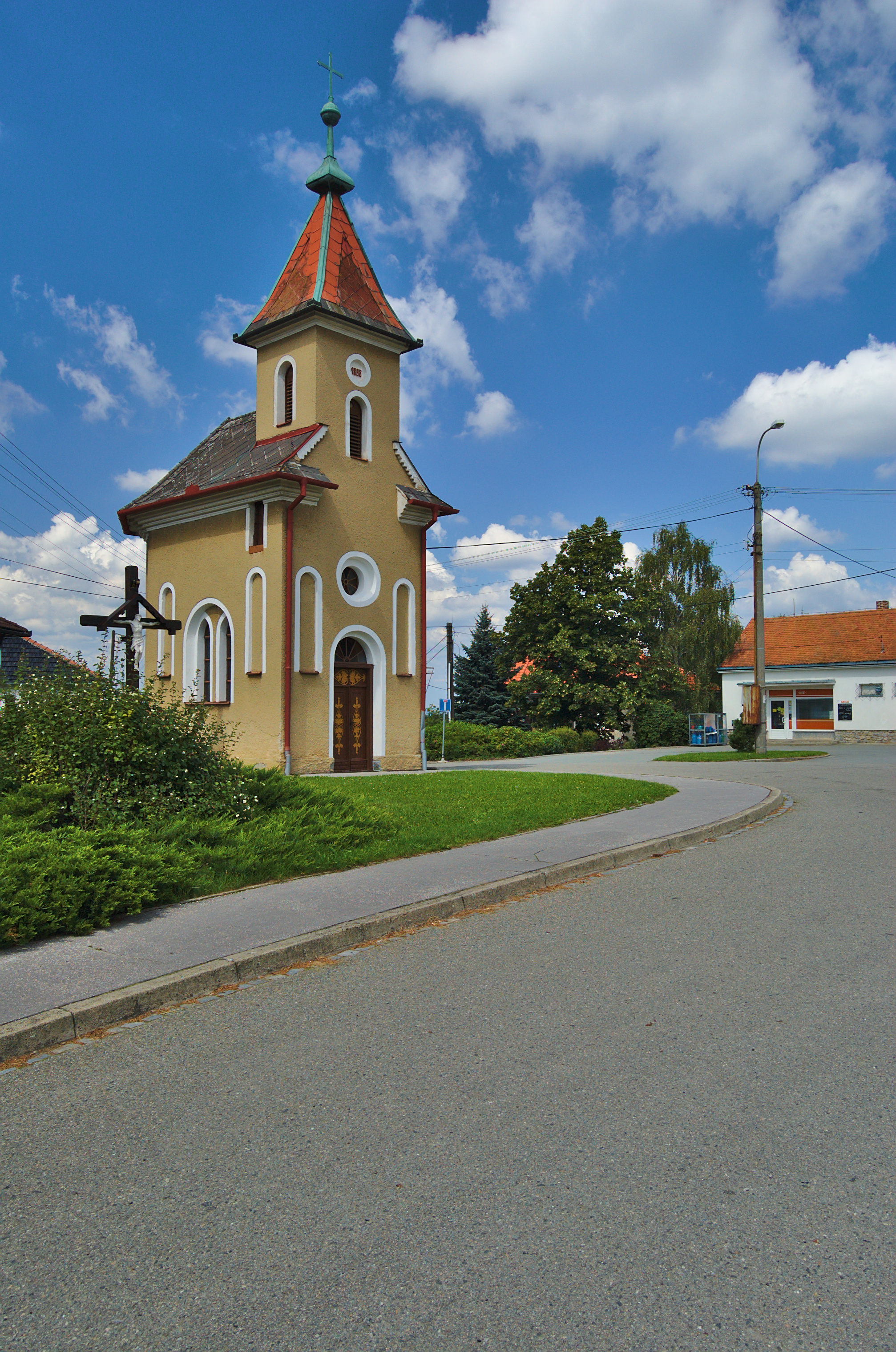
Kaple na návsi
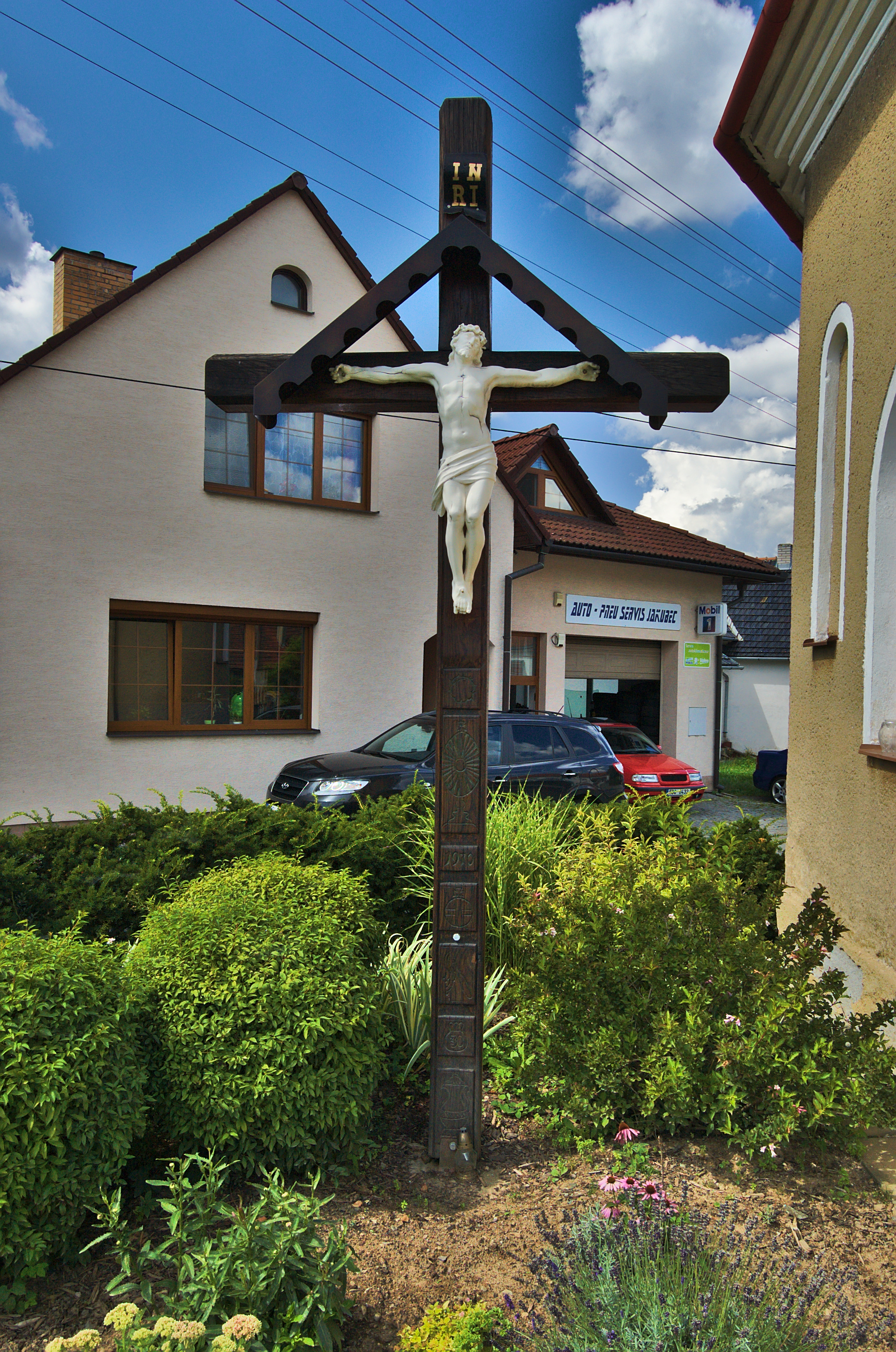
Kříž u kaple
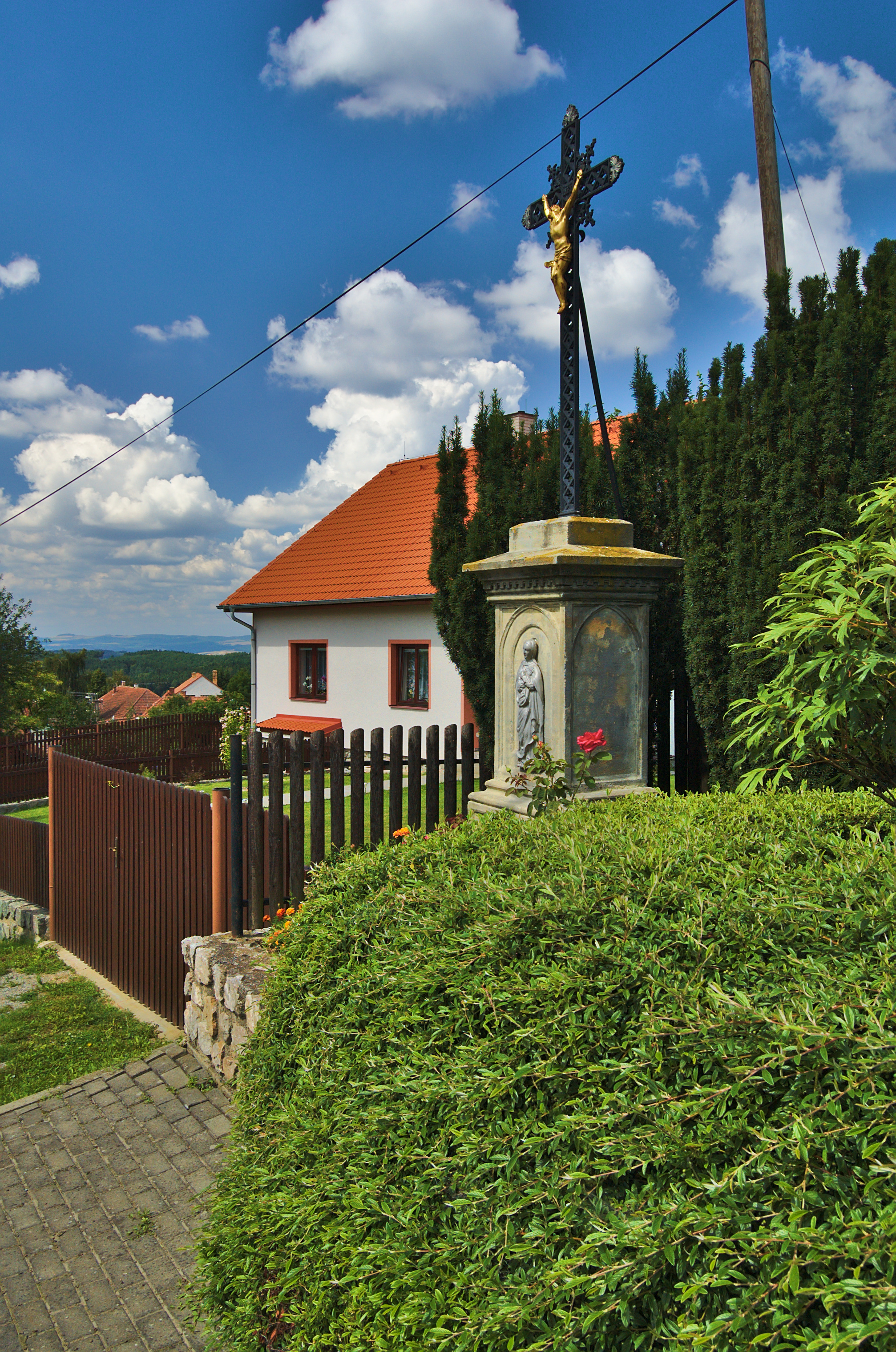
Kříž v horní části obce
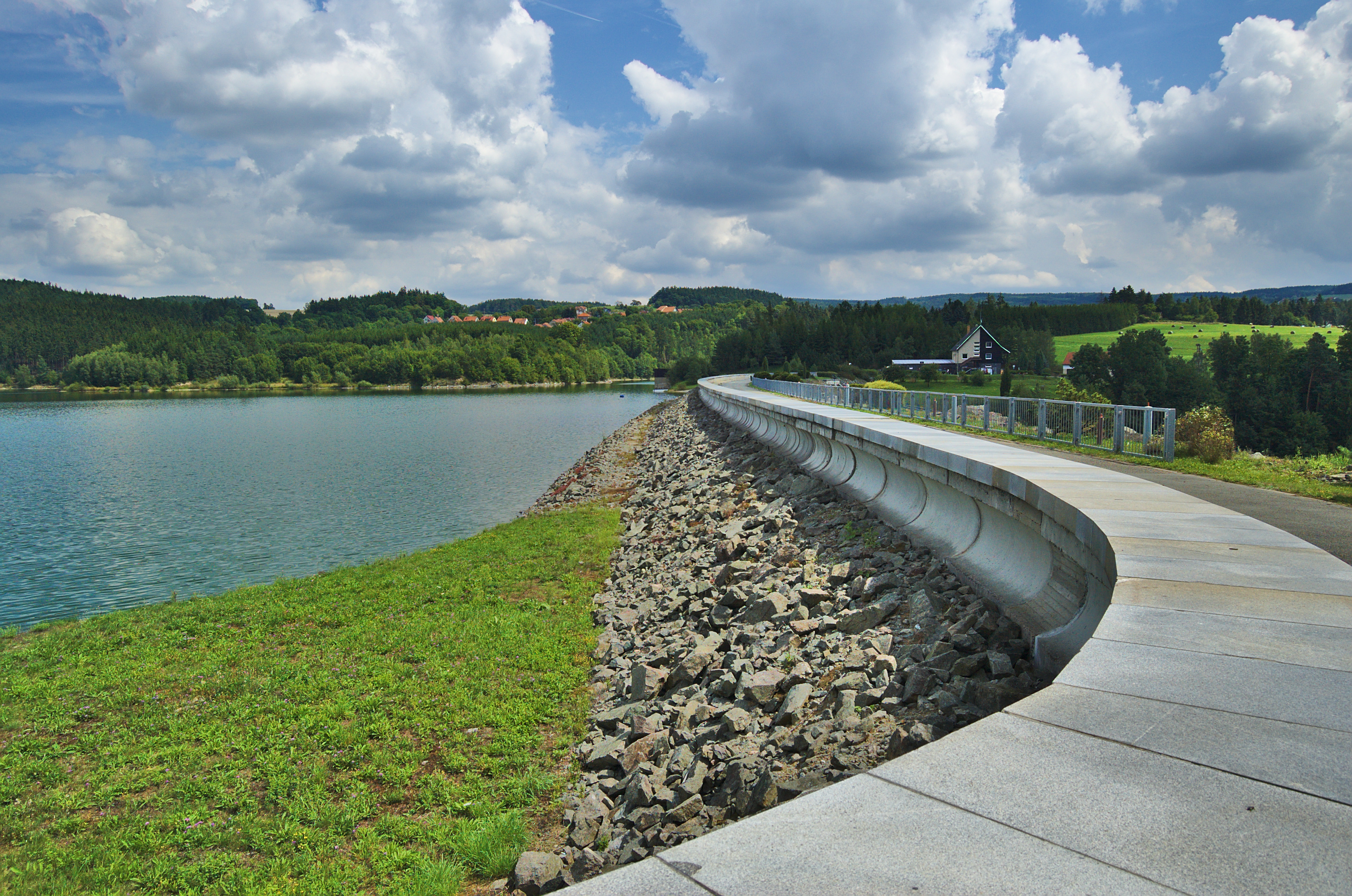
Vratíkov od vodní nádrže Boskovice
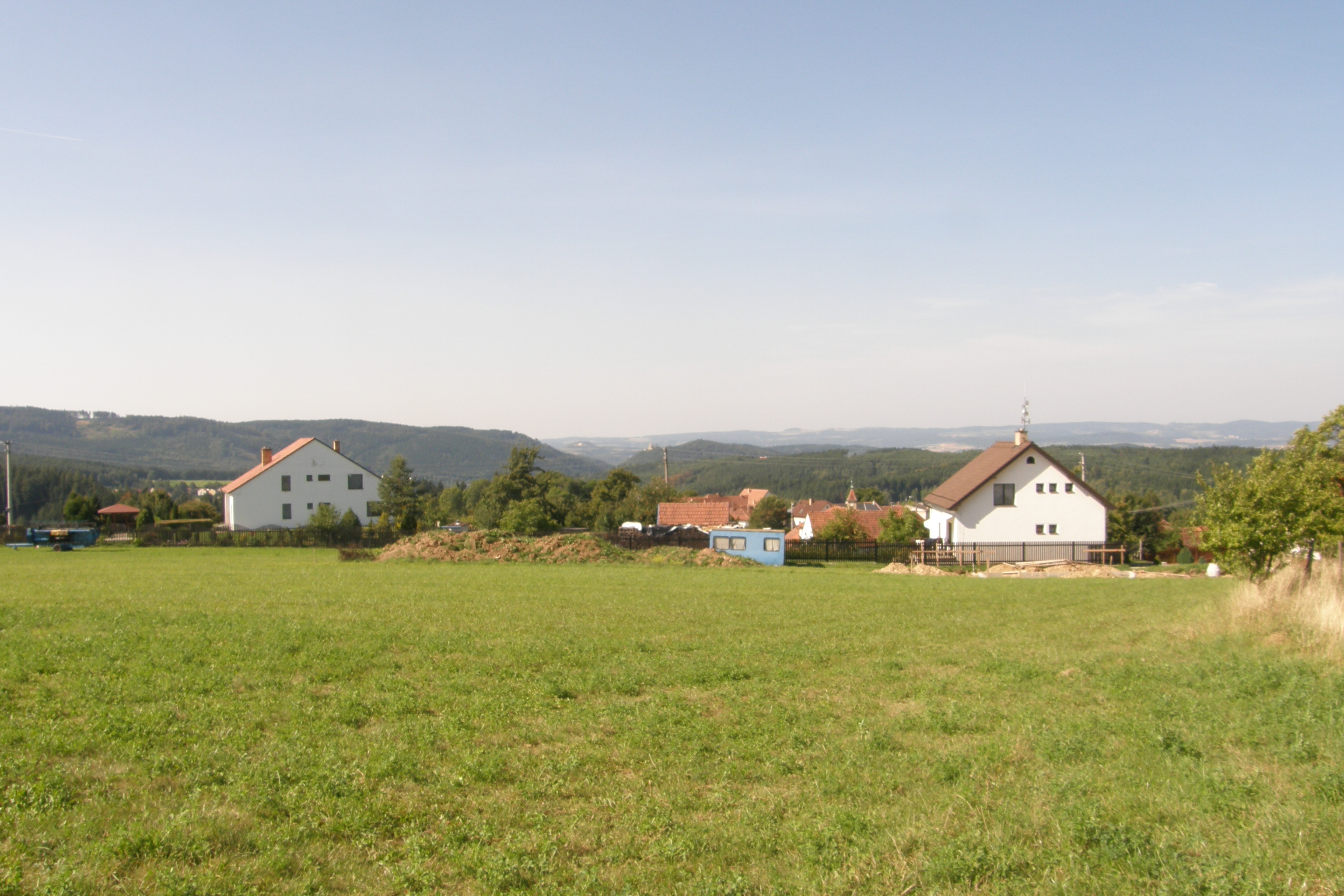
Pohled na vesnici
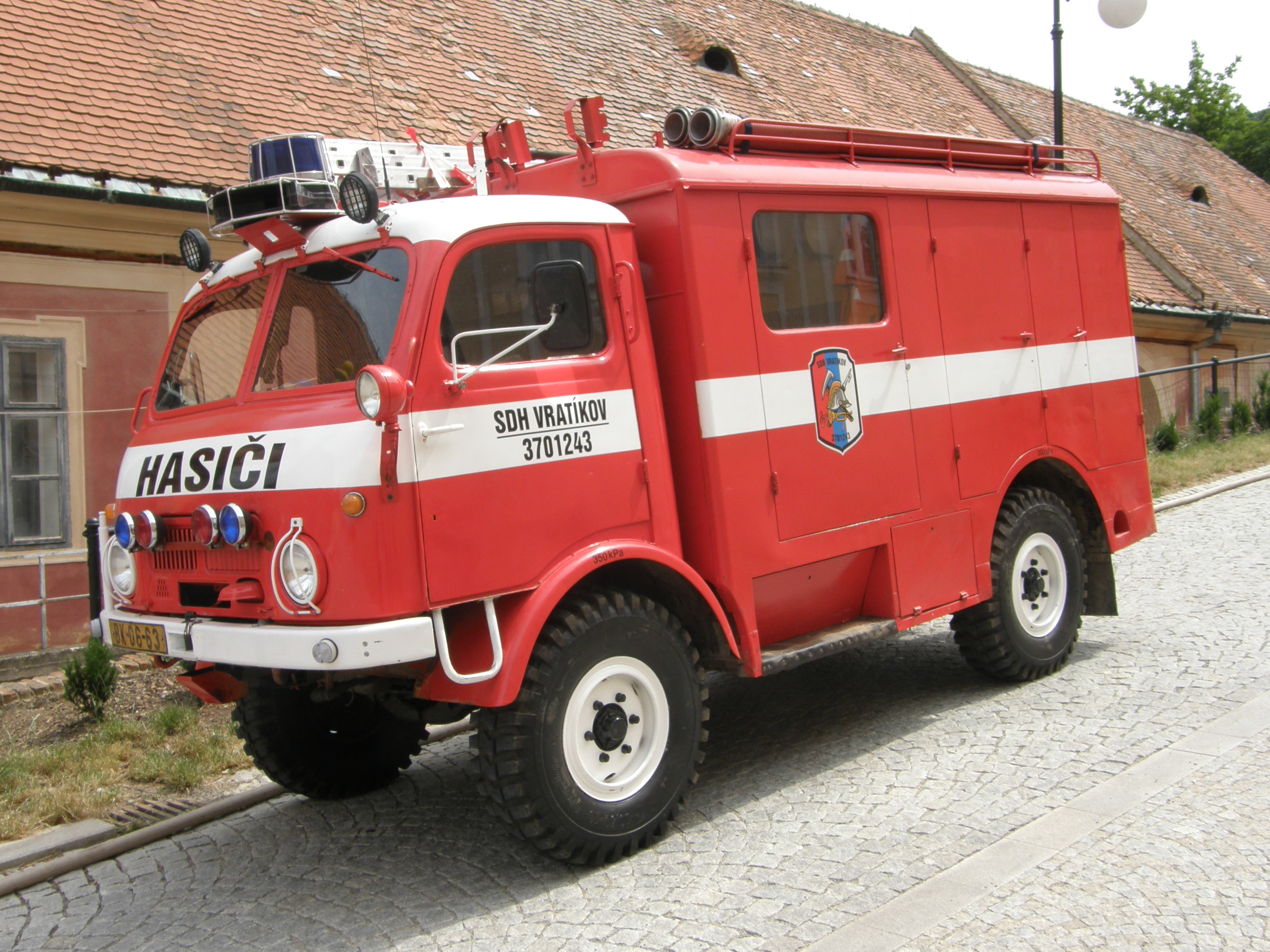
Vozidlo SDH Vratíkov
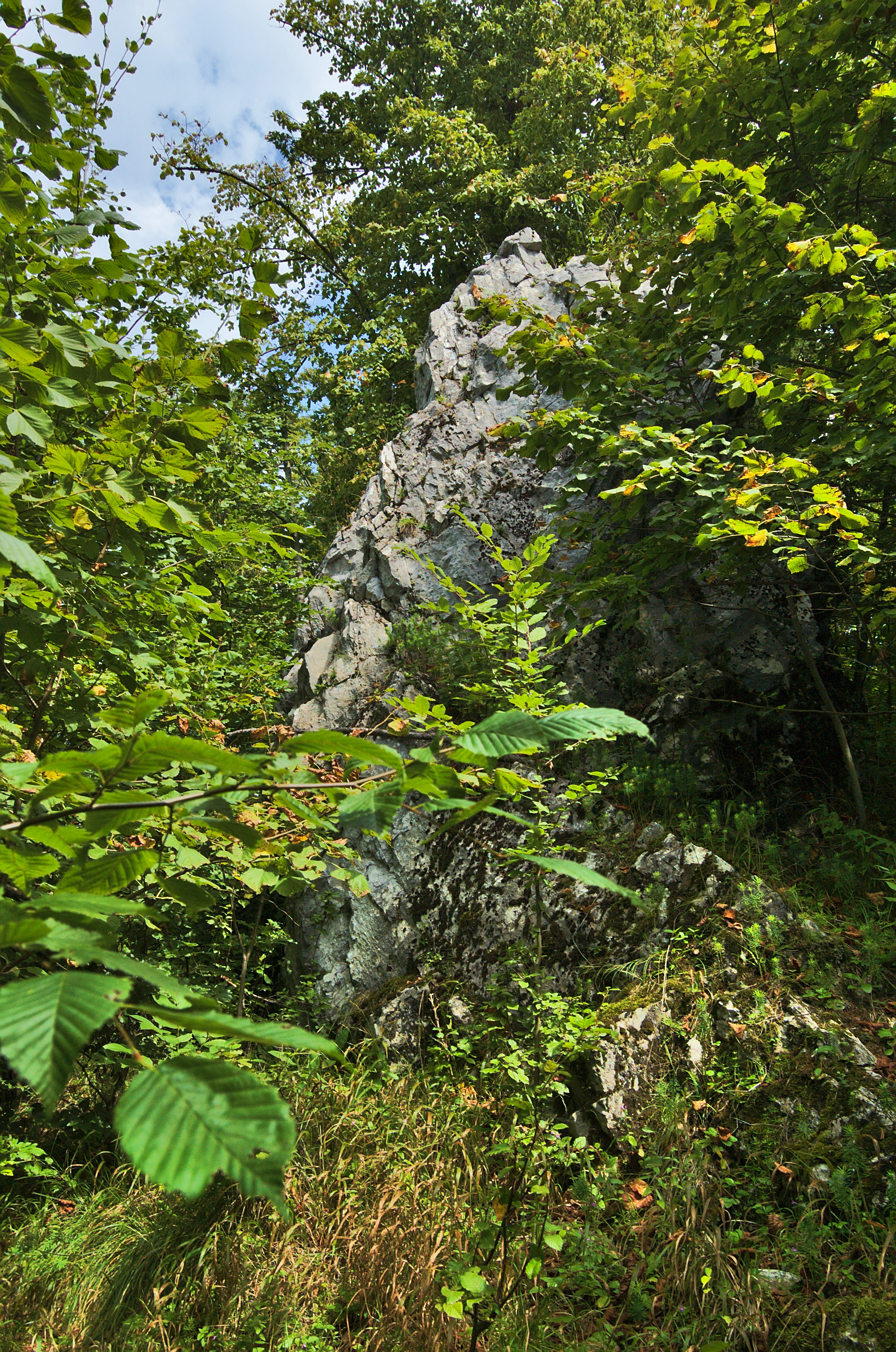
Přírodní rezervace Vratíkov
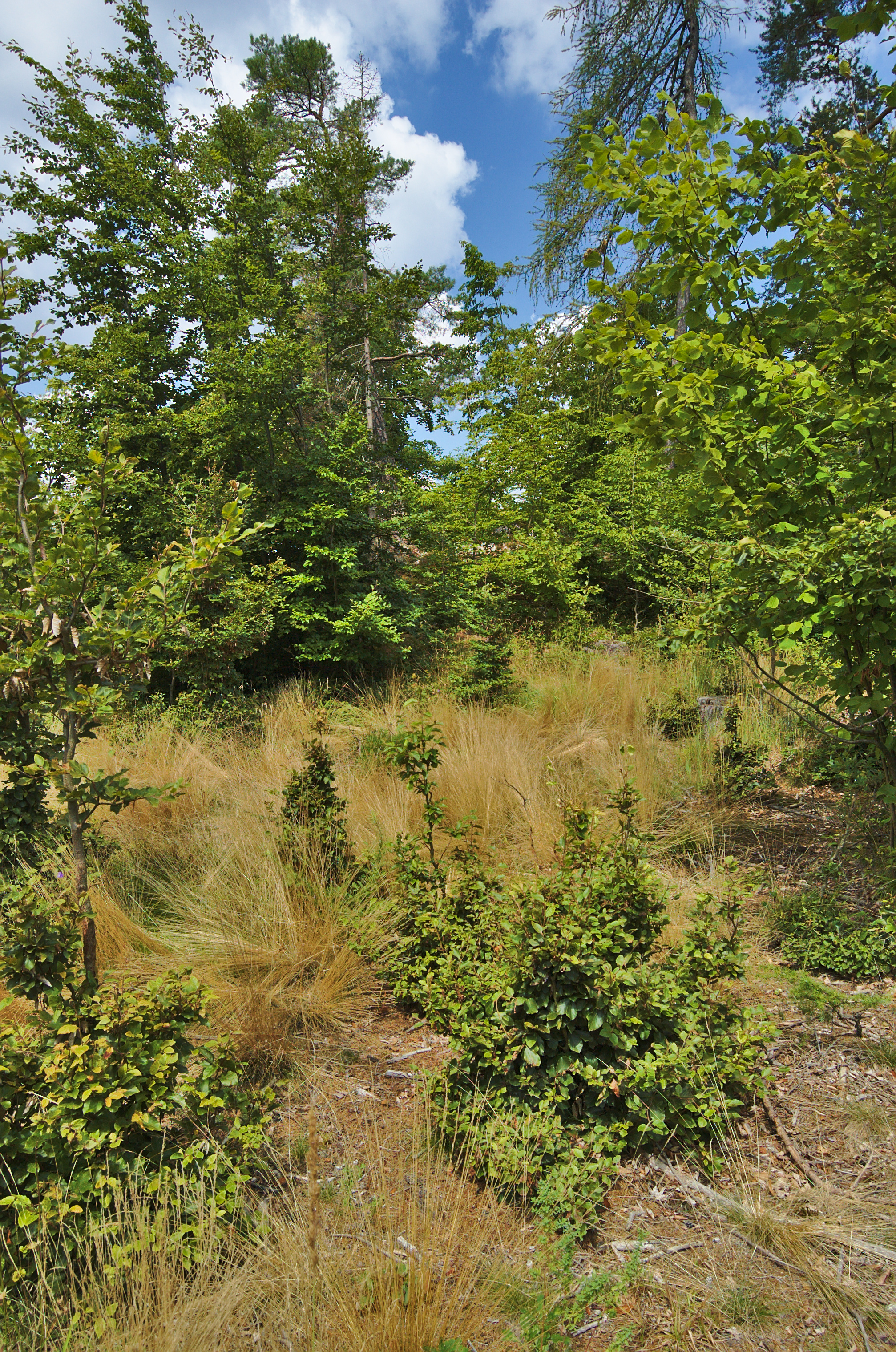
Přírodní rezervace Vratíkov
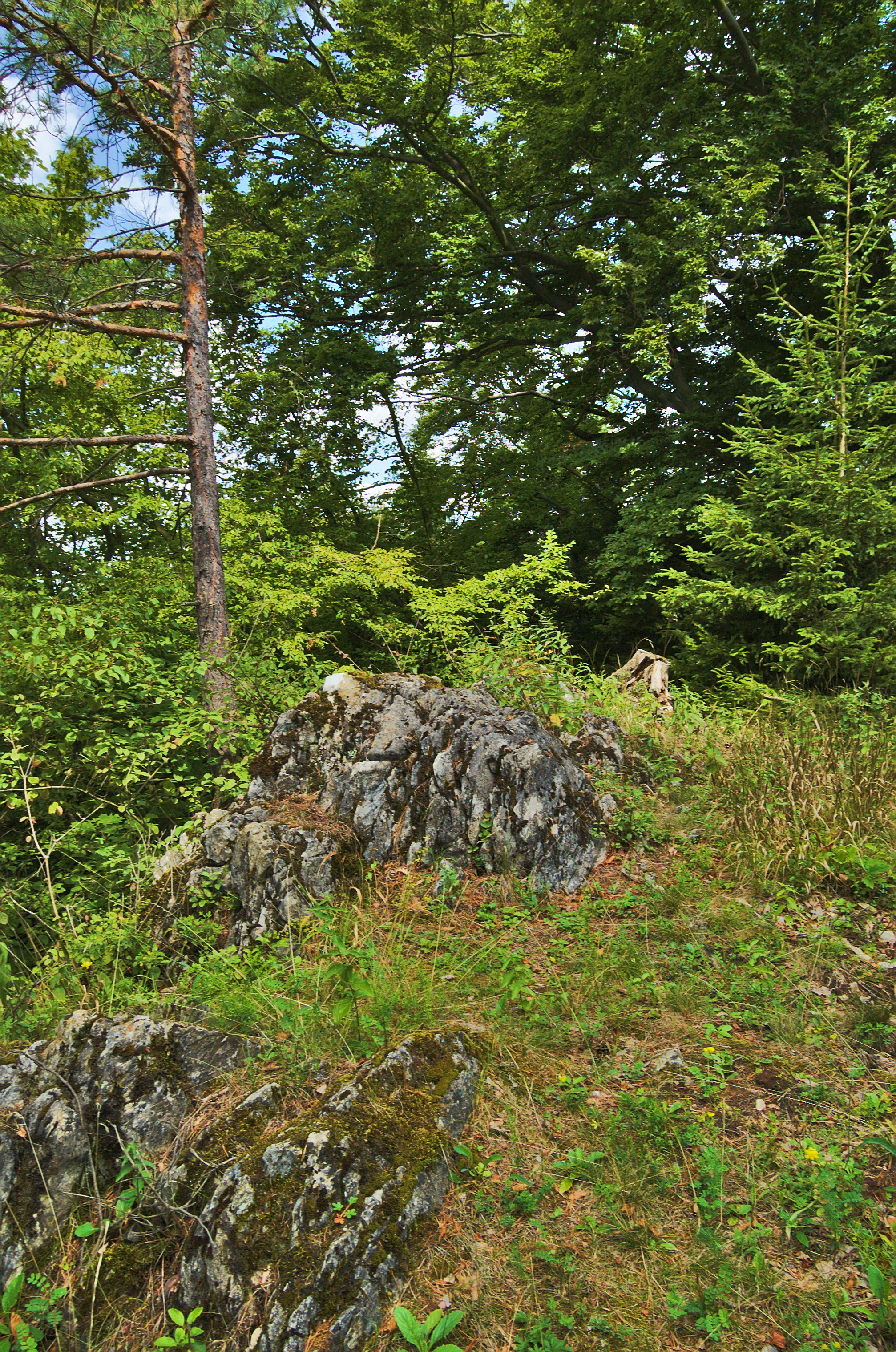
Přírodní rezervace Vratíkov